# Juan Francisco Martín Seco
Juan Francisco Martín Seco (Madrid, 5 de gener de 1944) és un economista espanyol.

## Biografia
Es llicencià en Ciències Econòmiques, Filosofia i Lletres i Graduat Social. Posteriorment es diplomà en Política Econòmica i Anàlisi Monetària pel Fons Monetari Internacional. Va obtenir per oposició plaça del Cos d'Inspector de Finances de l'Estat, alhora que ha estat professor d'introducció a l'economia a la facultat de Ciències Econòmiques i Empresarials de la Universitat Complutense de Madrid i d'Hisenda pública a la Universitat Autònoma de Madrid.
Ha militat en el PSOE, formant part del corrent crític Democràcia Socialista dirigit per Ricardo García Damborenea. Entre 1971 i 1978 va treballar com a tècnic en el Servei d'Estudis del Banc d'Espanya i, de gener a juny de 1979, va ser inspector d'Entitats de Crèdit i Estalvi d'aquesta mateixa entitat. De 1979 a 1982 fou Director de Programes de la Sotssecretaria General d'Estudis Econòmics del Sector Públic del Ministeri d'Hisenda d'Espanya. De 1982 a 1984 fou Interventor General de l'Administració de l'Estat, i de 1984 a 1987 Secretari d'Estat d'Hisenda. El febrer de 1987 deixà el càrrec per discrepàncies amb el govern de Felipe González.
De 1987 a gener de 1990 fou president de la societat Minas d'Almadén y Arrayanes, S.A, empresa de l'antic INI. Partidari d'investigar a fons el Cas Juan Guerra i de crear una comissió que investigués el tràfic d'influències, el 28 d'abril de 1990 abandonà el PSOE com a protesta per la suspensió de militància de García Damborenea. El 1990 fou nomenat interventor delegat al Ministeri de Cultura d'Espanya, càrrec del qual fou destituït el 22 de febrer de 1991 pel ministre Jorge Semprún Maura per signar un manifest contra la Guerra del Golf Pèrsic, a la qual cosa va respondre amb un recurs davant el Tribunal Suprem d'Espanya i acusant al Ministre de desviació de poder. El novembre de 1996 va ser membre del Tribunal Internacional per Crims Contra la Humanitat Comesos pel Consell de Seguretat de Nacions Unides a l'Iraq, iniciativa cívica d'intel·lectuals i professionals del Dret contraris a l'embargament a aquest país.
També forma part del Consell editorial del diari El Mundo el 1989, on ha col·laborat habitualment fins al 2001.

## Obres
- La farsa neoliberal (Temas de Hoy, 1995) ISBN 9788478805655
- La pinza dos partidos distintos y una sola política económica verdadera (El Viejo Topo, 1997) ISBN 2910005882069 Error en ISBN: prefix no vàlid
- Como la piel del camaleón (Libertarias-Prodhufi, 1998) ISBN 9788479544140
- Para qué servimos los economistas (La Catarata, 2010) ISBN 9788483195451
- La trastienda de la crisis. Lo que el poder económico quiere ocultar (Península, 2010) ISBN 9788483078631
- Economía: mentiras y trampas (Península, 2012) ISBN 9788499421407
- Contra el euro: Historia de una ratonera (Península, 2013) ISBN 9788499422022